# Lost Boys
Lost Boys, The Flying Pickets andra album, utgivet 1984. Albumet var den första som gavs ut på Virgin Records och den producerades av John Sherry. 5 av låtarna skrevs av Rick Lloyd, en av medlemmarna i The Flying Pickets.

## Låtlista
1. Remember this (Lloyd) - 2:31
2. I Heard It Through The Grapevine (Whitfield/Strong) - 3:31
3. Disco Down (Lloyd) - 3:21
4. So close (Lloyd) - 3:23
5. The tears of a clown (Cosby/Robinson/Wonder) - 2:37
6. When You're Young And In Love (McCoy) - 3:22
7. Who's That Girl? (David A. Stewart/Annie Lennox) - 3:40 (denna låt var inte med på den första upplagan av skivan)
8. You've Lost That Loving Feeling (Mann/Weil/Spector) - 3:50
9. Psycho Killer (Byrne/Frantz/Weymouth) - 4:01
10. Wide Boy (Lloyd) - 3:06
11. Factory (Springsteen) - 1:47
12. Monica Engineer (Lloyd) - 3:37
13. Only you (Clarke) - 3:22
14. Masters Of War (Dylan) - 3:16